# 因果关系
因果关系（英語： 或 ），又称为因果性，简称因果，是一個事件（即“因”）和第二個事件（即“果”）之間的作用關係，其中後一事件被認為是前一事件的結果。一般來說，一個事件是很多原因綜合產生的結果，而且原因都發生在較早時間點，而該事件又可以成為其他事件的原因。
一般來說，因果還可以指一系列因素（因）和一個现象（果）之間的關係。對某个结果產生影響的任何事件都是该结果的一个因素。直接因素是直接影响结果的因素，也即无需任何介入因素（介入因素有时又称中介因素）。从这个角度来讲，因果之间的关系也可以称为因果关联（causal nexus）。
原因和结果通常和变化或事件有关，还包括客体、过程、性质、变量、事实、状况；概括因果关系争议很多。对因果关系的哲学研究历史悠久，佛教和西方哲學家如亞里士多德在2000多年前就已經提出因果，该问题仍是现代哲学的重要课题。

## 科學领域

### 工程学
因果系统是指该系统的输出和内部状态取决于当前和以前的输入值。如果系统除依赖当前和过去的输出值以外，还会依赖于未来的输出值，则该系统为非因果系统（acausal system/non-causal system），而如果只依赖于未来的输出值，则是反因果系统（anti-causal system）。

### 法律
根据法学理论，要认定被告对犯罪或侵权行为承担责任，必须证明存在法律上的因果关系。在国际商法中，为获得救济，因果关系也是要必须证明的一个关键法律因素。

### 物理
非正式的场合中，物理学家使用因果关系一词和普通人所说的该词没什么差别。例如，在物理理论中，一些物理学家会说力导致了运动的改变（或加速）。然而，严格说来，这并非因果律的正式理论。因果关系并不内在隐含于运动公式中，而是假定作为一个额外的需要满足的限制条件，也即，原因总是先于效果。这一限制有数学上的意义，例如克拉莫-克若尼關係式。
物理中原因的概念在信息的语境中出现，信息将原因同其效果联系起来。正式地说，可以预计信息不能比光速更快，否则，就可能在某个参照系（使用狭义相对论的洛伦兹变换）中观察者可以看到结果先于原因（即违反因果律的假定）。
原因的概念也出现在物质-能量流动的相对语境中（物质-能量流动被通常认为和信息流动相联系）。例如，很常见的是，利用因果律来声称波（如电磁波）的群速度不能超过光速。

### 心理学
本质主义已经成为了心理学（特别是发展心理学）中的一个重要概念。Gelman和Kremer（1991）研究了4-7岁孩子展现出的本质主义程度，孩子们能分辨出行为是由生物还是非生物对象引起的——孩子们会运用潜在的本质来预测未来观测到的行为。实验参与者能够正确地描述出生物对象的行为是自己驱动的，而非生命对象的行为是受到成人操控的；这是认知上表达本质特征的生物学的例子。本质主义的思维通过了解行为背后的因果机制被强化（Rangel and Keller, 2011）。更小的孩子无力分辨行为背后的因果机制，这表明本质主义植根于认知的发展。可以说孩子们表达实体的方式从无法理解行为背后的因果机制到有充足的理解发生了改变（Demoulin, Leyens & Yzerbyt, 2006）。
有四个关键点被认为构成了本质主义的思维。第一个方面是上述的个体的因果机制（del Rio & Strasser, 2011）。第二个方面是与生俱来的本能：假设一个物体将一直按照其预定路线发展（Kanovsky, 2007）。根据这一准则，通过本质可以预测实体在所有时间的发展。第三个方面是不变性（Holtz & Wagner, 2009）：无论实体被观察到的表现如何变化都无法影响其本质。第四个方面是归纳事物的潜能（Birnbaum, Deeb, Segall, Ben-Aliyahu & Diesendruck, 2010）：这暗示着拥有共同特征的实体即使除了本质以外都很相似，它们的本质也有可能不同。
心理上的本质主义的影响很多。被认为是充满偏见的个体被发现拥有更强的本质主义式的思维方式，这表明本质主义会延续社会群体之间的相互排斥（Morton, Hornsey & Postmes, 2009）。耶鲁大学的保罗·布鲁姆说，“认知科学中的一个最令人兴奋的理论是：人们默认有一个假设人和事物具有本质，本质决定了它们是什么东西的想法。实验心理学家认为本质主义构成了我们的物理世界和社会世界的理解的基础，发展心理学家和跨文化心理学家已经提出本质主义是本能的、普遍的。我们是天生的本质主义者。”
一些学者提出这种无条件的本质主义思维方式预示了人们存在的刻板印象并可以有针对性地应用于预防刻板印象形成（Bastian & Haslam, 2006）。

#### 工具使用
刘易斯·沃尔珀特认为，使用工具需要产生因果概念，並且在概念中產生重要的作用。制造复杂的工具之前，需要创建一个不存在的心理图像。此外，還必须了解如何使用该工具，这需要了解因果关系。因此，石材工具的复杂程度是具備因果概念的重要證明。Wolpert主张使用由多个组件组成的工具（例如手轴）代表理解因果关系的能力。 但是，最近对其他灵长类动物的研究表明，因果关系可能不是人类特有的特征。例如，黑猩猩会在多个闩锁封闭的迷宫中逃脱。 众所周知，黑猩猩会哀悼死者，并注意到只有具備审美觀才能有价值的事物，例如夕阳。这两种事物都可以视为宗教和灵性的组成部分。人类和黑猩猩对因果关系的理解只是程度之分。 动物的理解程度取决于前额叶皮层的大小：前额叶皮层的大小越大，理解就越深。

#### 宗教进化心理学：宗教的进化起源
认知科学家强调，宗教可以作为早期开发大腦結構的结果来解释人类种群，同時證明生命演化歷程。但是，在推动宗教思想发展的确切机制上存在分歧。两种主要的思想流派认为，要么宗教由于自然选择而进化并具有选择优势，要么宗教是其他心理适应的进化副产品。 古尔德認為，宗教是一个扩展适应或副產品。换句话说，宗教是因心理防衛机制进化而成的副产品。 
这样的机制包括推断可能有害的生物存在（媒介物检测）、针对自然事件提出因果叙事的能力（原因論）以及认识到其他人有自己的想法的能力。他们具備自己的信念、欲望和心智理论，这三种使人类能够推測到许多自然界的結論。例如，雷声、闪电、行星运动、生活复杂性。 集体宗教信仰的出现将人們确定为标准化的神灵。 

## 哲學

### 西方哲学
亚里士多德提出四因說，对原因问题概括了四种答案或解释模式，即质料因、形式因、动力因、目的因。
在中世纪，托马斯·阿奎那根据亚里士多德的宇宙论，把其四因按照等级排列为目的因>动力因>质料因>形式因。阿奎那把第一个动力因，或第一因，归为上帝。中世纪后期，很多学者承认第一因是上帝，但认为尘世的很多事件实在上帝的设计或计划之中，因此学者寻求有自由研究各种第二因。
然而，随着中世纪的结束，亚里士多德的方法，尤其是涉及形式因和目的因，遭到了批评，例如马基亚维利在政治学领域，以及弗兰西斯·培根在科学领域。当代广为使用的关于因果关系的定义出自大卫·休谟；他认为，我们只不过发展了一个思考习惯，把总是前后相继的两类客体或事件联系起来，除此之外，我们无法感知到原因和结果。
在热力学中，19世纪发现的热力学第二定律帮助确定了时间之箭。这使得我们可以描述原因何以不同于结果：效果的总和绝不会比原因的总和熵更低。
决定论的世界观认为，宇宙只不过是根据因果律而发生的一连串事件，并不存在什么自由意志。而相容论则认为决定论对于自由意志是相容的，甚至是必要的。存在主义认为虽然本质意义是在决定论的宇宙中设计的，但我们每个人都可以为我们自己提供意义。

## 宗教

### 印度教
印度宗教相信业，即人的行为在此生和来世导致或好或坏的特定结果。不同的印度哲学流派对这一问题见解不同，satkaryavada认为结果以某种方式内在于原因，因此结果是对原因真实或明显的修正。而asatkaryavada认为结果并不内在于原因，而是一个新的缘起。

### 佛教
根据因果论，人們的业是其幸福和痛苦的根本原因。佛教认为，积极的行为能导致更大的幸福，而负面的行为则会导致更大的痛苦。